# Juvenal de Jerusalém
Juvenal de Jerusalém (em grego: Άγιος Ιουβενάλιος) foi um bispo de Jerusalém a partir de 422. Em 451, quando a sé de Jerusalém foi reconhecida como um patriarcado pelo Concílio de Calcedônia, ele se tornou o primeiro patriarca de Jerusalém, ocupando o cargo até a sua morte, em 458.
Ele é considerado um santo em setores da Igreja Ortodoxa, mas não no ocidente.

## Vida e obras
Juvenal queria transformar Jerusalém em uma sé patriarcal através da demoção da sé metropolitana de Cesareia Marítima e do patriarcado de Antioquia. Um amigo pessoal de Nestório, com quem provavelmente compartilhava suas visões, Juvenal, em 431, tomou o partido de Cirilo de Alexandria contra o antigo amigo no Primeiro Concílio de Éfeso, argumentando que ele deveria ter aprendido a doutrina da "sé apostólica de Jerusalém" e contava com Cirilo para ajudá-lo a elevar Jerusalém ao nível de patriarcado independente. Cirilo chegou a escrever uma carta ao papa Leão I - que era então arquidiácono em Roma - reclamando sobre o oportunismo de Juvenal. 
Com a morte de Cirilo, Juvenal, tentando conseguir apoio para sua empreitada, se tornou monofisista e foi um dos líderes do Segundo Concílio de Éfeso, que defendeu a doutrina. Este concílio, chamado de Latrocínio de Éfeso, foi considerado como tal por diversas razões: Flaviano de Constantinopla (r. 446-449) foi assassinado ali por defender sua visão ortodoxa sobre as naturezas de Jesus. O papa Leão I (r. 440-461) foi excomungado por ter condenado o monofisismo e, por fim, Dono II de Antioquia (r. 442-449) foi deposto por ser amigo de Nestório. O concílio terminou aprovando a tese monofisista, mesmo com a maioria dos bispos presentes discordando e sendo obrigados a assinar pela força dos soldados presentes. Juvenal se aproveitou o quanto pode para desmoralizar a sé de Antioquia, uma rival às suas ambições.
Dois anos depois, no Concílio de Calcedônia, seu comportamento entrou na pauta para ser julgado. Temendo uma punição, Juvenal devolveu à sé de Antioquia as dioceses da Arábia e da Fenícia, que ele havia tomado em 449. Os bispos ali presentes foram convencidos pelo ato e, após um pedido formal de desculpas, uma confissão de fé ortodoxa e o voto favorável à condenação de Dióscoro de Alexandria, o principal líder monofisista e patriarca de Alexandria, o concílio finalmente concedeu o que Juvenal tanto queria: o reconhecimento de Jerusalém como uma sé patriarcal, com domínio sobre toda a Palestina. Quando ele retornou, porém, monges favoráveis a Dióscoro (monofisistas) se revoltaram abertamente e foi apenas com ajuda do exército imperial que ele conseguiu retomar seu posto. Ironicamente, neste período, um bispo monofisista foi eleito para o trono da cidade, um tal Teodósio.
Finalmente, depois que Juvenal conseguiu o que queria, Leão escreveu diretamente para ele e se alegrou ao vê-lo de volta à ortodoxia.
Durante o seu patriarcado, diversas igrejas foram construídas, incluindo uma sobre o túmulo de Maria, no Getsêmani, e outra em Betesda.

## Relíquias
João Damasceno, pregando na festa da Assunção de Maria no Getsemani, relembra que, de acordo com a "História Eutimiana" III, xl (escrito provavelmente por Cirilo de Citópolis no século V), Juvenal de Jerusalém enviou para Constantinopla, em 452, por ordem do imperador Marciano e de Pulquéria, sua esposa, o "Manto da Virgem", que estava guardado numa igreja no local. A relíquia passou a ser desde então venerada na cidade, na Igreja de Santa Maria de Blaquerna.
Por volta de 455, Juvenal também enviou ao papa Leão I um fragmento da Vera Cruz.